# Лыжное двоеборье на зимних Олимпийских играх 2010
Соревнования по лыжному двоеборью на зимних Олимпийских играх 2010 прошли с 14, 23 и 25 февраля. Были разыграны три комплекта наград: два в индивидуальных дисциплинах и один в командной.
Дисциплины поменяли формат по сравнению с Олимпиадой-2006. Вместо индивидуальных гонок на 7,5 и 15 км теперь обе гонки были на дистанцию 10 км. И с обычного, и с большого трамплина спортсмены совершали по 1 прыжку. В команде также каждый из спортсменов совершил только по одному прыжку с большого трамплина (в 2006 году каждый прыгал по 2 раза), дистанция же осталась той же — 4×5 км.
Финн Ханну Маннинен, австрийцы Феликс Готтвальд и Марио Штехер, американец Тодд Лодвик приняли участие в своей 5-й подряд Олимпиаде.
14 февраля россиянин Нияз Набеев был отстранён от участия в соревнованиях на 5 дней из-за повышенного уровня гемоглобина.
Американцы выиграли свои первые награды в лыжном двоеборье за всю историю зимних Олимпиад.

## Медали

### Общий зачёт
(Жирным выделено самое большое количество медалей в своей категории)
| Общее количество медалей |          |        |         |        |       |
| Место                    | Страна   | Золото | Серебро | Бронза | Всего |
| 1                        | США      | 1      | 3       | 0      | 4     |
| 2                        | Австрия  | 1      | 0       | 1      | 2     |
| 3                        | Франция  | 1      | 0       | 0      | 1     |
| 4                        | Италия   | 0      | 0       | 1      | 1     |
| 4                        | Германия | 0      | 0       | 1      | 1     |

### Медалисты
| Дисциплина                         | Золото                                                                      | Серебро                                                            | Бронза                                                                       |
| Нормальный трамплин/10 км          | Джейсон Лами-Шаппюи Франция                                                 | Джонни Спиллейн США                                                | Алессандро Питтин Италия                                                     |
| Большой трамплин/10 км             | Билл Демонг США                                                             | Джонни Спиллейн США                                                | Бернхард Грубер Австрия                                                      |
| Эстафета — большой трамплин/4х5 км | Австрия · Бернхард Грубер · Давид Крайнер · Феликс Готтвальд · Марио Штехер | США · Бретт Камерота · Тодд Лодвик · Джонни Спиллейн · Билл Демонг | Германия · Йоханнес Ридзек · Тино Эдельман · Эрик Френцель · Бьёрн Кирхайзен |

## Спортивные объекты
| Олимпийский парк Уистлера |
| ------------------------- |
|                           |
| Вместимость: 12 000       |